# Б-3 (бронетранспортёр)
Б-3 — опытный советский полугусеничный бронетранспортёр (БТР) периода Второй мировой войны. 

## История
К окончанию Великой Отечественной войны, в связи с подписанными условиями ленд-лиза, по возврату полученного и оплаченного вооружения и военной техники его поставщикам, руководство ВКП(б) и Союза Советских Социалистических Республик стало задумываться о дальнейшем оснащении стрелковых формирований Рабоче-Крестьянской Красной Армии ВС Союза ССР надёжным средством моторизации и механизации. 
Сложности разработки и постройки прототипа качественно продуманной боевой машины (БМ) — транспортёра для стрелков, во время Великой Отечественной войны, представляло огромное количество заказов на поставку, ремонт и модернизацию автомобильного, броневого и танкового вооружения и военной техники в действующую Красную Армию.  
БТР модель Б-3 был разработан конструкторским бюро Завода имени Сталина (ЗиС), позже имени Лихачёва (ЗиЛ), в 1944 году, по концепции собственных колёсных, гусеничных и полугусеничных броневых транспортёров (Д-14, ТР-4, БА-22, ТБ-42), а также вооружённых сил США (M3, M3A1, M5, M9) и нацистской Германии (Sd.Kfz. 251) и других. 
Шасси Б-3, для его ускоренного создания, базировалось на агрегатах грузового автомобиля ЗиС-5, лёгкого и основного танка Т-70. 
Опытный образец броневого транспортёра был изготовлен в 1944 году и прошёл испытания на полигоне 22-го научно-испытательного автомобильного, броневого и танкового полигона (22 НИАБТП) Управления механизации и моторизации РККА ВС Союза ССР, в подмосковной Кубинке. Испытания показали его недостаточную тяговооружённость и связанные с этим низкую скорость и надёжность БТР, в связи с чем дальнейшие работы по Б-3, как и по полугусеничным броневым транспортёрам в целом, в Советском Союзе были прекращены.

## Устройство
Компоновочная схема броневого транспортера представляла собой боевую машину (БМ) с капотным (передним) расположением моторного отделения, со средним расположением отделения управления и кормовым расположением десантного отделения. В состав экипажа БМ входили два человека (водитель и командир-стрелок), а в десантном отделении размещались десять стрелков с личным оружием. Посадка и выход экипажа бронетранспортера производились через две боковые двери, располагавшиеся слева и справа в бортах отделения управления БМ.
Броневая защита БМ — противопульная и противоосколочная. Согласно проекту БТР, его сварной корпус был выполнен из броневых листов толщиной 6 и 15 миллиметров, расположенных с рациональными углами их наклона. 
В качестве основного вооружения БМ, на специальной стойке в десантном отделении мог устанавливаться 12,7-мм крупнокалиберный пулемёт ДШК, и в случае необходимости десант мог вести огонь из личного стрелкового оружия поверх бортов десантного отделения БМ.